# ارنو روبیک

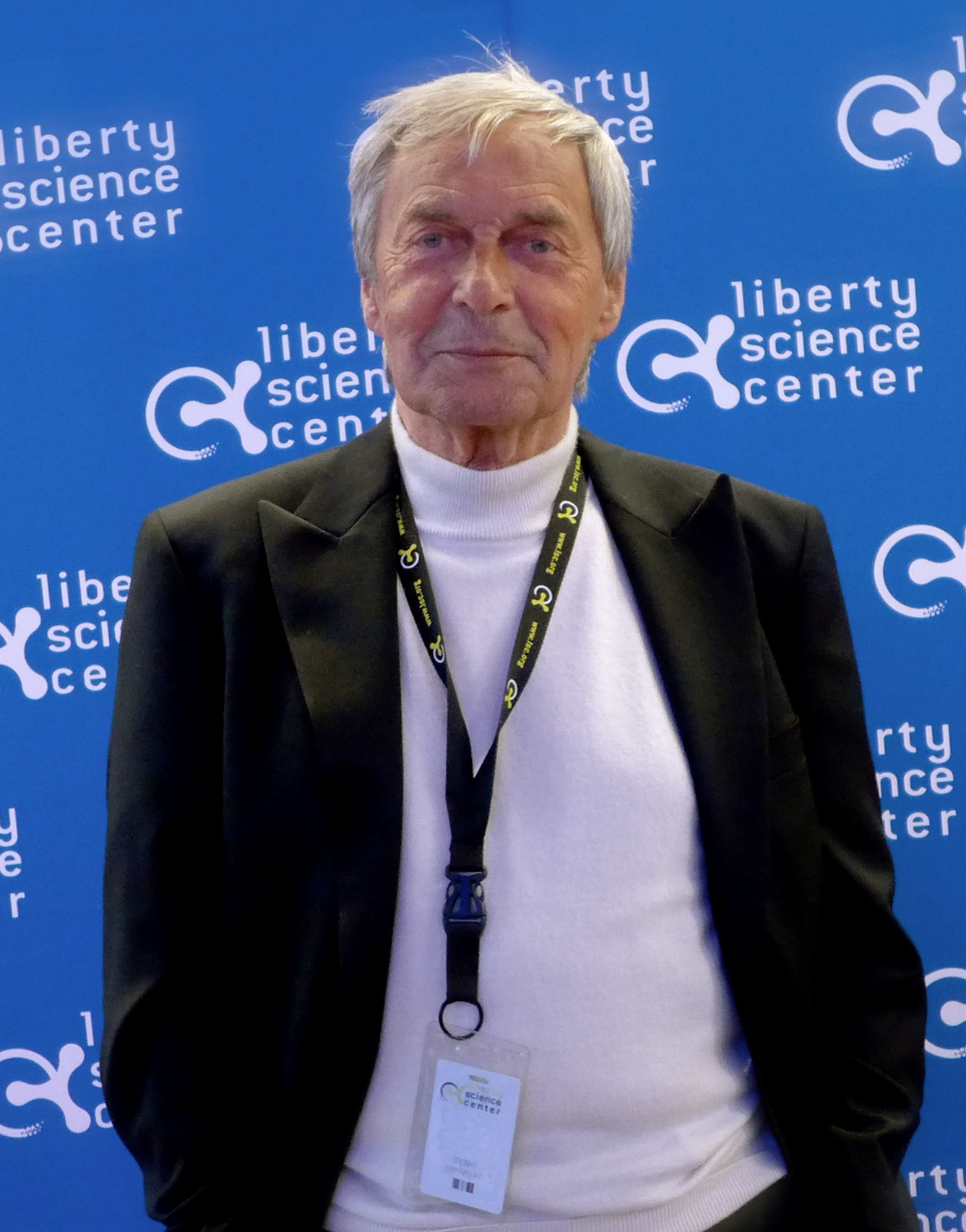
ارنو روبیک (۲۰۱۴)

ارنو روبیک، خالق مکعب جادویی، در ۱۳ ژوئیه سال ۱۹۴۴، درست یک سال پیش از پایان جنگ جهانی دوم، در بوداپست، پایتخت مجارستان زاده شد. پدرش مهندس پرواز فرودگاه، و مادرش شاعر و هنرمند بود. او که دانش آموختهٔ دانشکدهٔ فنی بوداپست (پایهٔ مهندسی معماری) و دارای مدرک فوق لیسانس در مجسمه سازی و معماری داخلی (۱۹۶۷) است، از واپسین سال‌های دههٔ ۱۹۶۰ به استادی طراحی داخلی و معماری «آکادمی هنری صنایع کاربردی» بوداپست دست یافت. او در آن هنگام آموزشیار رتبهٔ سهٔ آکادمی بود و در ساعت‌های بی‌کاری‌اش بر روی مدل‌ها و طرح‌های سه بعدی کار می‌کرد، تا آن که سرانجام در سال ۱۹۷۴ ساخت نخستین نمونهٔ مکعب خود را به پایان رساند، و نزدیک به یک سال پس از آن درخواست ثبت طرح خود را به ادارهٔ ثبت اختراعات مجارستان داد.روبیک که امروز به سبب همان نوآوری آوازه‌ای جهانی به دست آورده‌است، از سال ۱۹۷۱ تا ۱۹۷۵ بیشتر وقتش را به معماری گذراند، ولی از آن پس همهٔ توان خود را بر تدریس در دانشگاه متمرکز ساخت. در آن روزگار، حل معمای طرح شده به هیچ روی آسان نمی‌نمود، و این حرف زبان‌زد همگان بود که خود پروفسور بر سر حل آن یک ماه وقت گذاشته‌است. مکعب روبیک در سال ۱۹۷۷ در کشور مجارستان به تولید انبوه رسید و با آن که بیرون از مرزهای مجارستان برایش هیچ گونه بازاریابی یا تبلیغاتی صورت نپذیرفته بود، نخستین زمزمه‌های مردم پسندی‌اش از گوشه و کنار کشورهای اروپایی برخاست. اندکی پس از آن، در سال‌های ۱۹۷۸ تا ۱۹۸۰ فکرافزار نوبرانهٔ روبیک به ایالات متحدهٔ آمریکا و دیگر کشورهای جهان نیز شناسانده شد. تاریخ دقیقی از راهیابی مکعب روبیک به ایران در دست نیست، ولی آنچه روشن است، این که می‌بایست هم زمان با گسترش جهانی آن در سال‌های پیش از ۱۹۷۹ بوده باشد.

مکعب روبیک

بدین‌سان، مکعب روبیک در سراسر جهان فروشی چند میلیونی یافت و شگفتی ریاضی دانان و دانشوران دیگر حوزه‌های دانشگاهی را نیز برانگیخت. البته تا آن زمان هنوز هیچ راه حل جامع و کاملی برای مکعب به نگارش در نیامده بود و دانش آموختگان و مهندسان، می‌کوشیدند تا روش‌هایی را برای حل معما بیابند. نخستین بار در سال ۱۹۸۱، شیمیدان و ریاضیدانی به نام جیمز جی. نورس، راه حل خود را به نگارش درآورد.